# Cánh đồng chết

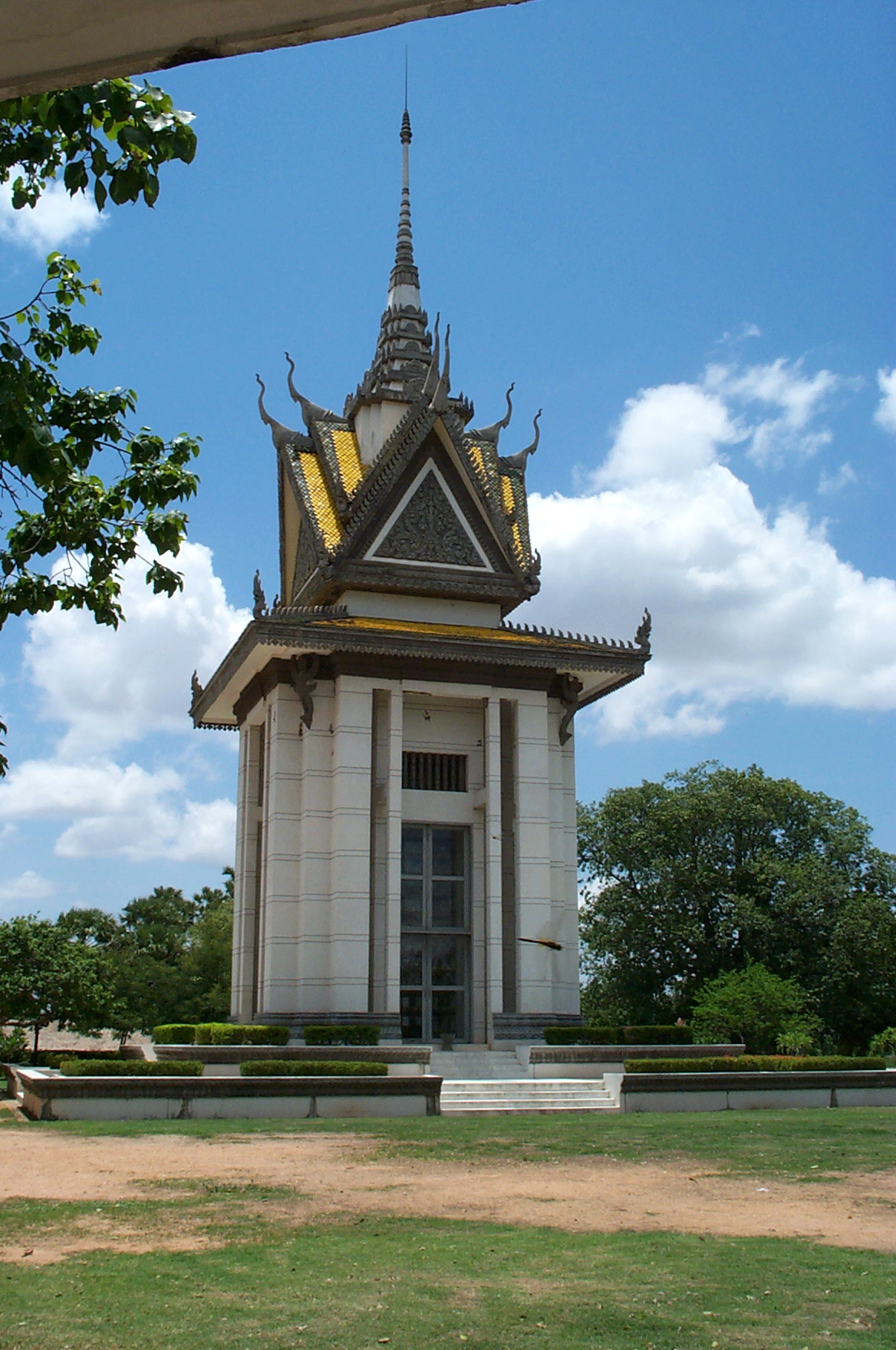
Phù đồ chứa đầy hộp sọ của những nạn nhân diệt chủng tại cánh đồng chết Choeung Ek.

Dưới chế độ Khmer Đỏ (1975-1979) do PolPot cai trị, ngay sau nội chiến Campuchia (1969–1975) đã có rất nhiều người Campuchia bị giết hại và chôn xác tại nhiều địa điểm gọi chung là cánh đồng chết.
Sau khi phân tích 20.002 ngôi mộ tập thể, Trung tâm Tài liệu Campuchia thuộc chương trình DC-Cam Mapping và đại học Yale cho biết có ít nhất 1.386.734 người đã bị hành quyết. Các ước tính về tổng số người chết do sự cai trị của Khmer Đỏ, tính cả bệnh tật và chết đói, là khoảng từ 1,7 đến 2,5 triệu trong khi dân số Campuchia năm 1975 là 8 triệu người. Năm 1979, Việt Nam đưa quân vào Campuchia và lật đổ chế độ Khmer Đỏ.
Nhà báo Campuchia Dith Pran đã đặt ra thuật ngữ "cánh đồng chết" sau khi ông trốn thoát khỏi chế độ này. Bộ phim Cánh đồng chết sản xuất năm 1984 kể câu chuyện về Dith Pran, do Haing S. Ngor-một người Campuchia sống sót khác thủ vai, và cuộc đào thoát của ông khỏi trại diệt chủng.

## Diệt chủng
Chế độ Khmer Đỏ đã bỏ tù và cuối cùng là hành quyết hầu như bất cứ ai bị nghi ngờ có quan hệ với chính quyền cũ hoặc với các chính quyền nước ngoài hoặc người đó là chuyên gia hay học giả. Những người thiểu số Việt Nam, Hoa, Thái, Chăm cũng như những tì khâu và những người Campuchia theo đạo Cơ đốc đều trở thành mục tiêu hành quyết. Bởi vậy, đôi khi Pol Pot được gọi là "Hitler của Campuchia" hay "bạo chúa diệt chủng". Nhà xã hội học Martin Shaw đã mô tả tội ác diệt chủng ở Campuchia là "tội diệt chủng thuần chủng nhất của thời chiến tranh Lạnh."

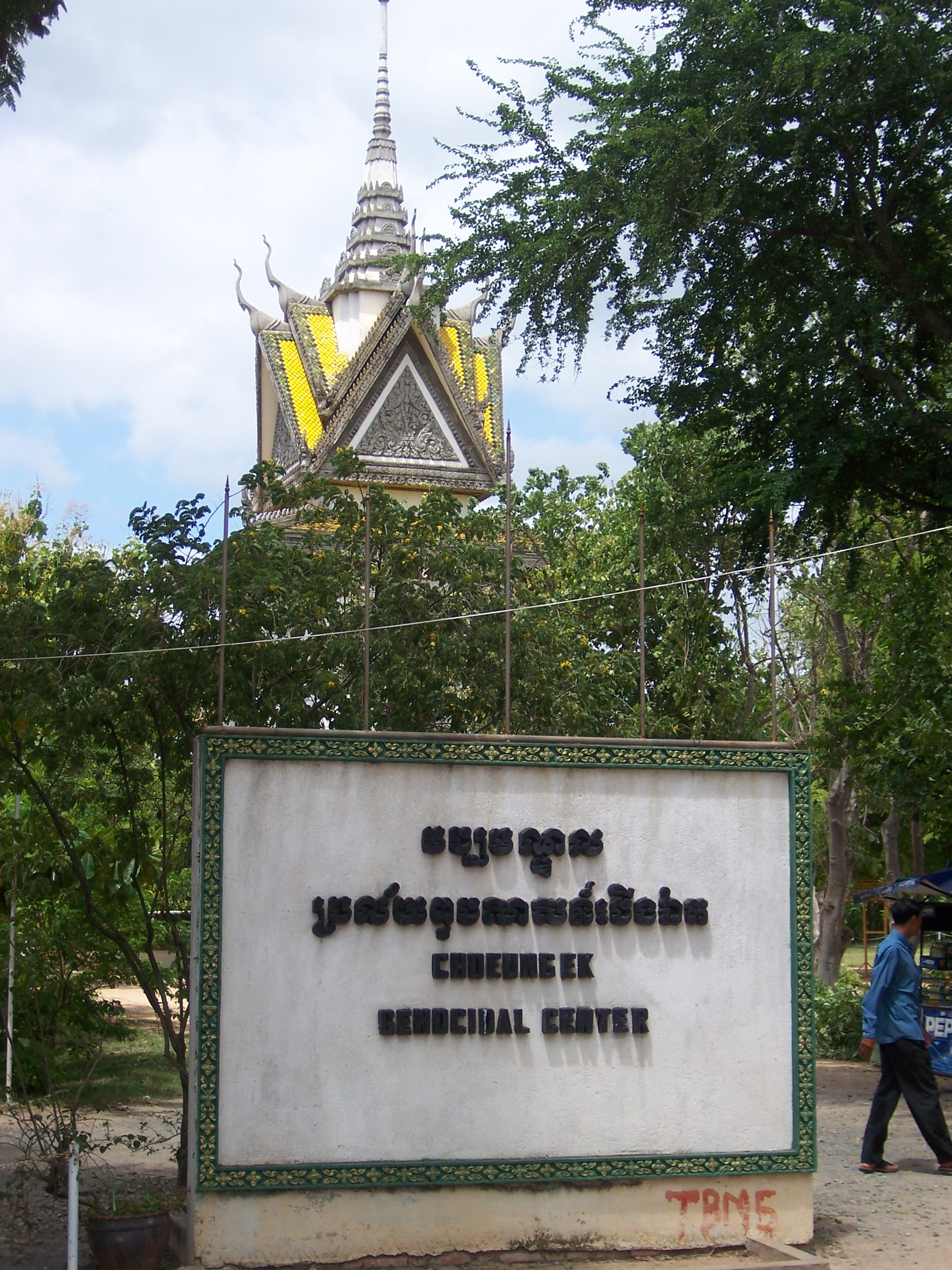
Cánh đồng chết Choeung Ek
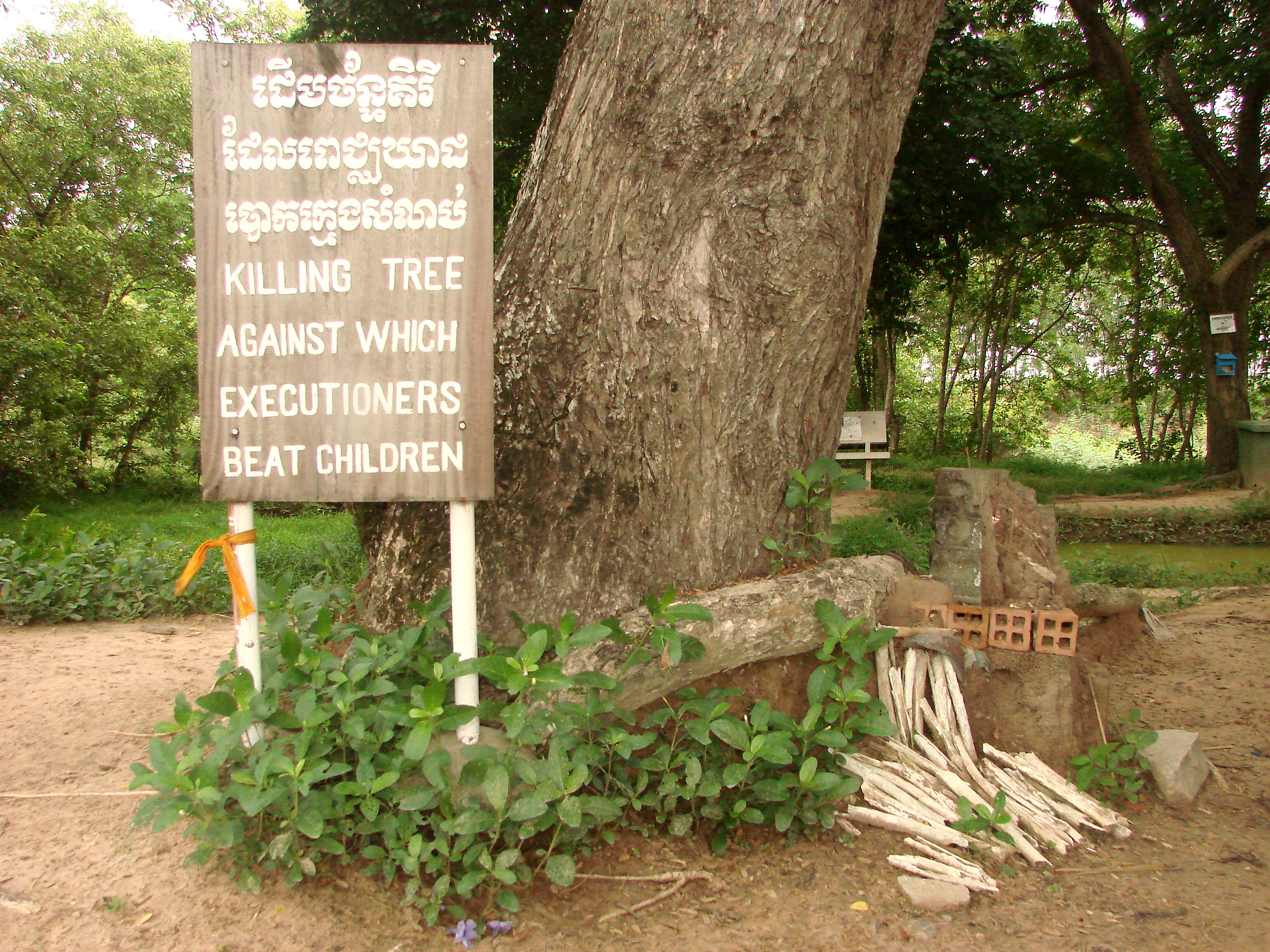
Vị trí giết người tại Choeung Ek
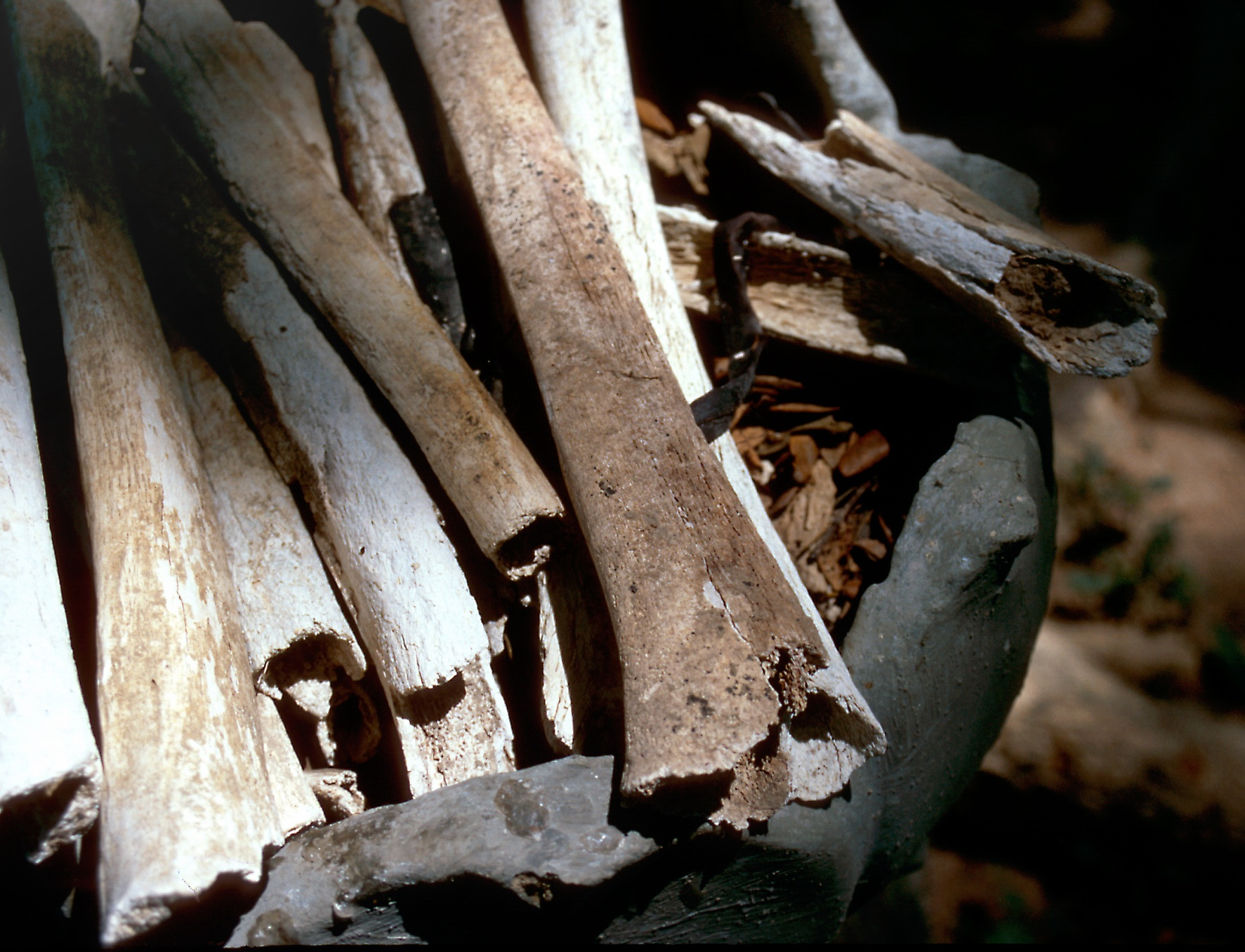
Cánh đồng chết Choeung Ek: Xương của những nạn nhân bị quân đội Khmer Đỏ giết hại.
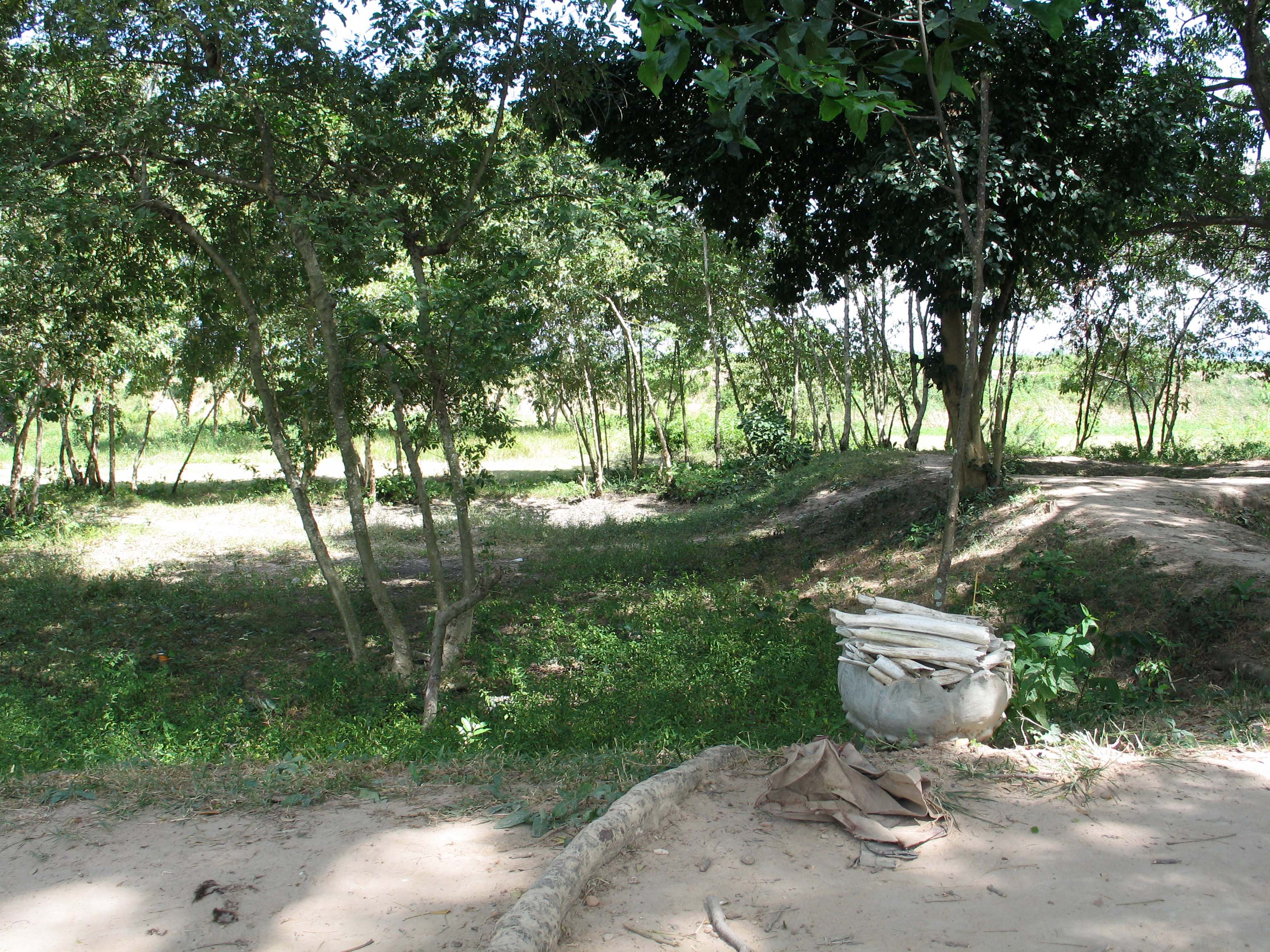
Mộ tập thể tại cánh đồng chết Choeung Ek.